# 闊邊走燈蘚
闊邊走燈蘚（学名：Plagiomnium integrum）为提燈蘚科走燈蘚屬下的一个种。

## 扩展阅读
- 維基物種上的相關：闊邊走燈蘚